# 1877
1877 је била проста година.

## Догађаји

### Фебруар
- 14. фебруар — 16. фебруар – Велика народна скупштина у Београду

### Март
- 4. март — Радерфорд Б. Хејз је инаугурисан за 19. председника САД.

### Мај
- 9. мај — Румунија прогласила независност, месец дана пошто је склопила савез с Русијом против Османског царства.

### Јун
- 4. јун — Битка код Горанског

### Јул
- 9. јул — Одржан је први тениски турнир у Вимблдону.

### Септембар
- 24. септембар — Јапанска царска војска је поразила Саига Такаморија и самураје клана Сацума у бици код Широјаме, пресудној бици побуне Сацума.

### Децембар
- 7. децембар — Избила је Тополска буна када су два батаљона народне војске одбили да положе заклетву кнезу Милану Обреновићу.
- 13. децембар — Српски кнез Милан Обреновић, на позив Русије, по други пут објавио рат Османском царству.
- 29. децембар — Догодило се Ослобођење Ниша 1877.

### Непознат датум
- Википедија:Непознат датум — крајем јуна - одржан први турнир у тенису, Вимблдон

## Рођења

### Фебруар
- 17. фебруар — Андре Мажино, француски политичар. (†1932).

### Април
- 30. април — Леон Фламан, француски бициклиста. (†1917).

### Јул
- 2. јул — Херман Хесе, немачки књижевник
- 27. јул — Џон Хенри Лејк, амерички бициклиста. († непознато).

### Септембар
- 1. септембар — Франсис Вилијам Астон, енглески физичар
- 2. септембар — Фредерик Соди, енглески хемичар. (†1956).

### Новембар
- 18. новембар — Артур Сесил Пигу, енглески економиста. (†1959).
- 22. новембар — Ендре Ади, мађарски песник

## Смрти

### Септембар
- 2. септембар — Константин Канарис, грчки адмирал и државник
- 24. септембар — Саиго Такамори, јапански самурај

### Октобар
- 29. октобар — Нејтан Бедфорд Форест, амерички генерал